# راشامی دسای
راشامی دسای (به انگلیسی: Rashami Desai) بازیگر، مدل، رقصنده هندی است.